# مارتی نیمینن
مارتی نیمینن (فنلاندی: Martti Nieminen; ۳ نوامبر ۱۸۹۱ – ۲۹ مارس ۱۹۴۱) کشتی‌گیر اهل فنلاند بود.